# Kiso (wieś)
Kiso (jap. 木祖村 Kiso-mura) – wieś w Japonii, na wyspie Honsiu, w prefekturze Nagano. Według danych na rok 2020 miejscowość zamieszkiwało 2 692 mieszkańców , a gęstość zaludnienia wyniosła 22,2 os./km².